# Błąd podwójnego kozłowania
Ten artykuł opisuje zagadnienie koszykarskie zgodne z normami FIBA.
Zasady w ligach NBA, NCAA lub innych mogą różnić się od tutaj przedstawionych.
Błąd podwójnego kozłowania – jeden z błędów w koszykówce.
Błąd podwójnego kozłowania występuje, kiedy:
- zawodnik zacznie kozłować po zakończeniu wcześniejszego kozłowania
- zakozłuje obiema rękami jednocześnie
- podrzuci piłkę i złapie ją ponownie (poda sam do siebie)
- celowo odbije piłkę od tablicy, a następnie złapie ją i rozpocznie kozłowanie
- odbije piłkę zamkniętą pięścią
- potoczy piłkę po parkiecie, a później złapie ją i zacznie kozłować

Sędzia sygnalizuje błąd podwójnego kozłowania poprzez tzw. „klepanie” rękami, czyli wykonywanie ruchów obiema rękami naprzemiennie z otwartymi dłońmi w górę i w dół przed sobą.